# Haldenstein
Haldenstein est une ancienne commune suisse du canton des Grisons.

## Histoire

Vue aérienne (1957)

En 1761, Martin Planta (de) commença à former des instituteurs dans son institut de Haldenstein.
Le 1er janvier 2021, elle est absorbée par Coire.

## Monuments
Tant l'ancien que le nouveau château d'Haldenstein sont inscrits comme biens culturels d'importance nationale. Le château de Grottenstein et l'église réformée sont, eux, référencés comme biens culturels d'importance regionale.

## Personnalités
- Renato Tosio, ancien gardien de hockey sur glace.
- Robert Mayer[4], gardien de hockey sur glace.
- Peter Zumthor (1943), architecte, vit et travaille à Haldenstein.